# Бабадагли Олександр Христофорович

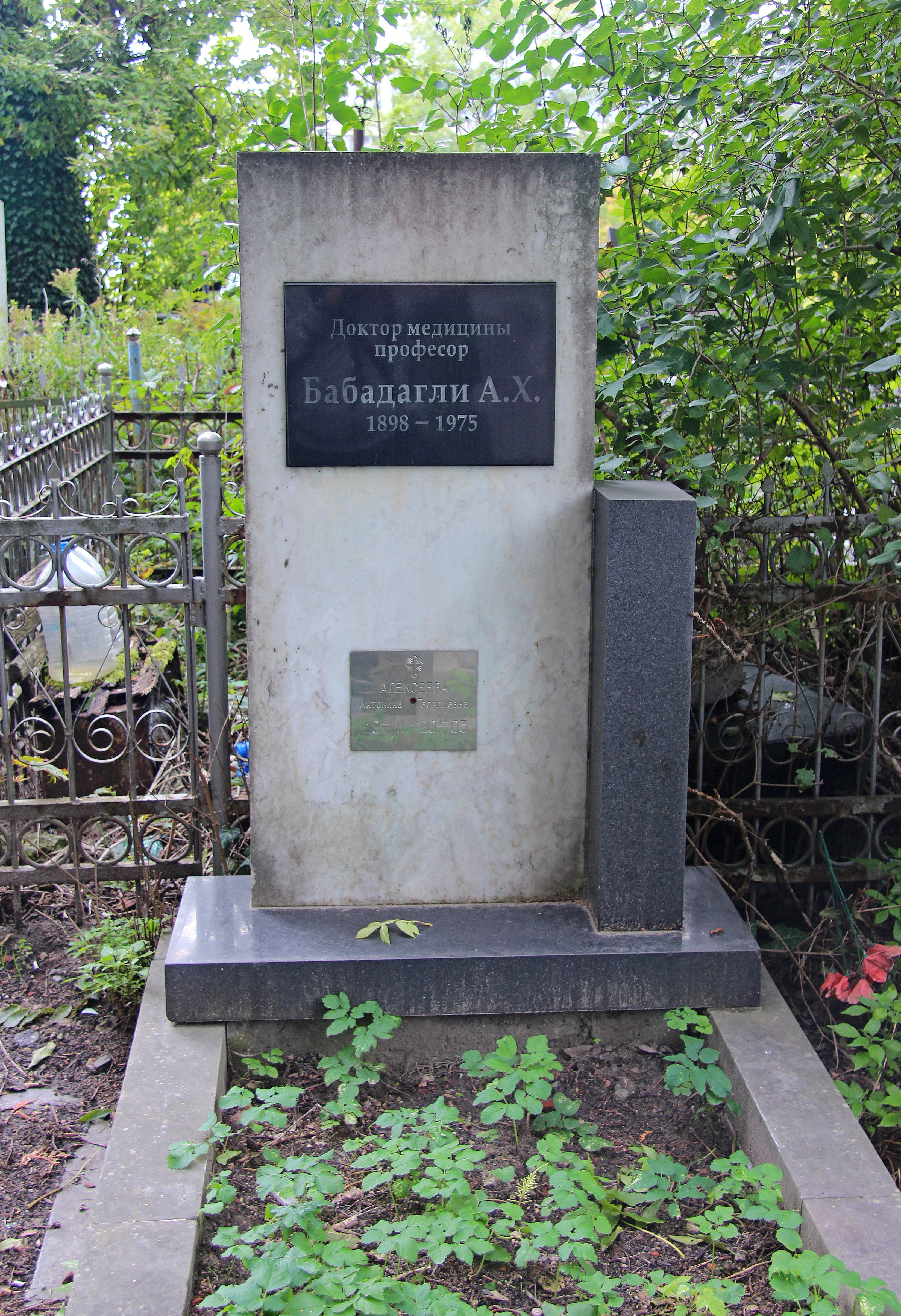

Олекса́ндр Христофо́рович Бабадагли́ (* 23 листопада (5 грудня) 1898, Одеса — † 30 квітня 1975, Львів) — український лікар-гінеколог. Доктор медичних наук (1966). Професор (1968). Батько геолога Віктора Бабадагли.

## Біографічні відомості
1924 року закінчив Одеський медичний інститут.
Похований на 28 полі Янівського цвинтаря.

## Наукова діяльність
Основні напрями наукових досліджень:
- знеболювання пологів;
- діагностика вагітності та її термінів;
- безплідний шлюб;
- лікування гінекологічних хвороб.

Одним із перших почав розробляти проблему контрацепції.